# Dikce
Dikce (anglicky enunciation) je zejména v oboru herectví způsob mluvy a vyslovování, modulace vlastního hlasu a oddělování jednotlivých slov a frází. Dobrá či vynikající dikce je důležitou, ne-li nezbytnou kvalifikací moderátorů, konferenciérů, hlasatelů, zpěváků, herců a většinou i politiků.
Zřetelnou výslovnost je částečně možno nacvičit aktivním tréninkem mluvidel, zejména rtů a jazyka, tzv. artikulační gymnastikou. Výhodnou může být spolupráce s logopedem ― to zejména pro odstranění případných řečových vad, především tzv. šumlování.
V širším slova smyslu se výrazu dikce používá i pro písemný styl, tón, výrazivo, rytmus, využívání řečnických figur textů jednotlivých autorů či skupin autorů.